# Efebo di Adrano
L'efebo o bronzetto di Adrano è una statuina in bronzo alta 19,5 cm in stile severo, del 460 a.C., che raffigura un atleta nudo, attribuito da alcuni studiosi a Pitagora di Reggio oppure ritenuto copia, in scala, di una sua opera.

## Descrizione e stile
La statua rappresenta il tipo atletico appoggiato sulla gamba destra e con la sinistra posta in avanti. Nella mano destra reggeva una phiale verso cui guardava. Le braccia, distanti dal corpo, sono spostate in avanti imprimendo un leggero movimento.  La testa prevalente, con una pettinatura a semisfera, è rivolta verso destra e china in basso in modo tale da fargli acquistare tridimensionalità. 
L'efebo è custodito ed esposto presso il Museo archeologico regionale "Paolo Orsi" di Siracusa. Il bronzetto fu acquistato dall'archeologo Paolo Orsi come proveniente dalla cittadella siculo-greca anonima del Mendolito, nei pressi del fiume Simeto, ma in realtà fu ritrovata nella vicina contrada Polichello, nel territorio di Adrano.